# Pogar (Russie)
Pour les articles homonymes, voir Pogar.
Pogar (en russe : Пога́р) est une commune urbaine de l'oblast de Briansk, en Russie. Elle est le centre administratif du raïon de Pogar. Sa population s'élevait à 9 484 habitants selon le recensement de 2021.   

## Géographie
Pogar se trouve sur les rives de la rivière Soudost, un affluent de la rivière Desna. Elle se situe à 128 km au sud-ouest de Briansk, le centre administratif de l'oblast.

## Histoire
Pogar est l'une des plus anciennes installation humaine de Russie. Selon les données archéologiques, la première colonie slave à cet endroit est apparue aux VIIIe – IXe siècles. En 1155, la localité est mentionnée pour la première fois sous le nom de Radosch et plus tard Radogosch. À la fin des années 1230, elle fut ravagée par les Mongols. Dans la seconde moitié du XIVe siècle, la ville passe sous le contrôle du grand duché de Lituanie. Elle est reprise dans les années 1500 jusqu'en 1618 par la grande-principauté de Moscou. Après sa destruction par les Lituaniens en 1563, la population s'enfuit ; la dernière trace du site de l'ancienne ville est un long monticule.
La date de reconstruction de la ville est inconnue mais à cette époque la ville portait déjà le nom de Pogar. En 1618, elle est capturée par la république des Deux Nations. En 1654, le tsarat de Russie capture la ville durant la guerre russo-polonaise cependant elle intégrait dans l'Hetmanat cosaque autonome jusqu'en 1783. En 1796, Pogar est incorporée dans le gouvernement de Petite Russie puis en 1802 dans le gouvernement de Tchernigov.
En 1918, pendant l'occupation austro-allemande de Starodoub, Pogar reçut temporairement le statut de centre administratif de comté[Quoi ?]. Le 25 mai 1919, Pogar est rétrogradé dans la catégorie d'établissement rural et le 10 juillet 1938, obtient le statut de commune urbaine. Il s'agit de la seule commune urbaine de l'agglomération urbaine de la municipalité de Pogar.